# Suecia en los Juegos Olímpicos de Amberes 1920
Suecia estuvo representada en los Juegos Olímpicos de Amberes 1920 por un total de 260 deportistas que compitieron en 18 deportes.  
El portador de la bandera en la ceremonia de apertura fue el atleta Hans Granfelt.

## Medallistas
El equipo olímpico sueco obtuvo las siguientes medallas:
| Nombre                                                                                        | Deporte            | Competición                                       |
| --------------------------------------------------------------------------------------------- | ------------------ | ------------------------------------------------- |
| Oro                                                                                           |                    |                                                   |
| William Petersson                                                                             | Atletismo          | Salto de longitud M                               |
| Harry Stenqvist                                                                               | Ciclismo en ruta   | Contrarreloj ind. M                               |
| Equipo                                                                                        | Gimnasia artística | Sistema sueco por eqs. M                          |
| Janne Lundblad (Uno)                                                                          | Hípica             | Doma ind.                                         |
| Helmer Mörner (Germania)                                                                      | Hípica             | Concurso completo ind.                            |
| Helmer Mörner (Germania) Åge Lundström (Ysra) Georg von Braun (Diana)                         | Hípica             | Concurso completo por eqs.                        |
| Claës König (Tresor) Hans von Rosen (Poor Boy) Daniel Norling (Eros II) Frank Martin (Kohort) | Hípica             | Saltos por eqs.                                   |
| Carl Westergren                                                                               | Lucha grecorromana | 75 kg M                                           |
| Claes Johanson                                                                                | Lucha grecorromana | 82,5 kg M                                         |
| Anders Larsson                                                                                | Lucha libre        | 82,5 kg M                                         |
| Håkan Malmrot                                                                                 | Natación           | 200 m braza M                                     |
| Håkan Malmrot                                                                                 | Natación           | 400 m braza M                                     |
| Gillis Grafström                                                                              | Patinaje artístico | Individual M                                      |
| Magda Julin                                                                                   | Patinaje artístico | Individual F                                      |
| Gustaf Dyrssen                                                                                | Pentatlón moderno  | Individual M                                      |
| Arvid Wallman                                                                                 | Saltos             | Salto de altura simple M                          |
| Hugo Johansson                                                                                | Tiro               | Rifle militar 600 m M                             |
| Gösta Lundqvist Rolf Steffenburg Gösta Bengtsson                                              | Vela               | 30 m² M                                           |
| Tore Holm Yngve Holm Axel Rydin Georg Tengvall                                                | Vela               | 40 m² M                                           |
| Plata                                                                                         |                    |                                                   |
| Eric Backman                                                                                  | Atletismo          | Campo a través ind. M                             |
| Folke Jansson                                                                                 | Atletismo          | Triple salto M                                    |
| Carl Johan Lind                                                                               | Atletismo          | Martillo M                                        |
| Harry Stenqvist Ragnar Malm Axel Persson Sigfrid Lundberg                                     | Ciclismo en ruta   | Contrarreloj por eqs. M                           |
| Bertil Sandström (Sabel)                                                                      | Hípica             | Doma ind.                                         |
| Åge Lundström (Ysra)                                                                          | Hípica             | Concurso completo ind.                            |
| Gottfrid Svensson                                                                             | Lucha libre        | 67,5 kg M                                         |
| Thor Henning                                                                                  | Natación           | 200 m braza M                                     |
| Thor Henning                                                                                  | Natación           | 400 m braza M                                     |
| Svea Norén                                                                                    | Patinaje artístico | Individual F                                      |
| Erik de Laval                                                                                 | Pentatlón moderno  | Individual M                                      |
| Erik Adlerz                                                                                   | Saltos             | Plataforma 10 m M                                 |
| Nils Skoglund                                                                                 | Saltos             | Salto de altura simple M                          |
| Anders Andersson Casimir Reuterskiöld Gunnar Gabrielsson Sigvard Hultcrantz Anders Johnson    | Tiro               | Pistola por eqs. 50 m M                           |
| Sigvard Hultcrantz Erik Ohlsson Leon Lagerlöf Ragnar Stare Olle Ericsson                      | Tiro               | Rifle de pequeño calibre por eqs. 50 m M          |
| Mauritz Eriksson                                                                              | Tiro               | Rifle militar 600 m M                             |
| Alfred Swahn                                                                                  | Tiro               | Ciervo móvil 100 m (tiro único) M                 |
| Fredric Landelius                                                                             | Tiro               | Ciervo móvil 100 m (tiro doble) M                 |
| Alfred Swahn Oscar Swahn Fredric Landelius Bengt Lagercrantz Edward Benedicks                 | Tiro               | Ciervo móvil por eqs. 100 m (tiro doble) M        |
| Gustaf Svensson Ragnar Svensson Percy Almstedt Erik Mellbin                                   | Vela               | 40 m² M                                           |
| Bronce                                                                                        |                    |                                                   |
| Nils Engdahl                                                                                  | Atletismo          | 400 m M                                           |
| Eric Backman                                                                                  | Atletismo          | 5000 m M                                          |
| Eric Backman Sven Lundgren Edvin Wide                                                         | Atletismo          | 3000 m por eqs. M                                 |
| Agne Holmström William Petersson Sven Malm Nils Sandström                                     | Atletismo          | 4 × 100 m M                                       |
| Eric Backman Gustaf Mattsson Hilding Ekman                                                    | Atletismo          | Campo a través por eqs. M                         |
| Bo Ekelund                                                                                    | Atletismo          | Salto de altura M                                 |
| Erik Abrahamsson                                                                              | Atletismo          | Salto de longitud M                               |
| Erik Almlöf                                                                                   | Atletismo          | Triple salto M                                    |
| Carl Johan Lind                                                                               | Atletismo          | Peso M                                            |
| Bertil Ohlson                                                                                 | Atletismo          | Decatlón M                                        |
| Albert Pettersson                                                                             | Halterofilia       | 75 kg M                                           |
| Erik Pettersson                                                                               | Halterofilia       | 82,5 kg M                                         |
| Hans von Rosen (Running Sister)                                                               | Hípica             | Doma ind.                                         |
| Carl Gustaf Lewenhaupt (Mon Coeur)                                                            | Hípica             | Saltos ind.                                       |
| Carl Green Anders Mårtensson Oskar Nilsson                                                    | Hípica             | Volteo por eqs.                                   |
| Fritiof Svensson                                                                              | Lucha grecorromana | 60 kg M                                           |
| Ernst Nilsson                                                                                 | Lucha libre        | +82,5 kg M                                        |
| Aina Berg Emy Machnow Carin Nilsson Jane Gylling                                              | Natación           | 4 × 100 m libre F                                 |
| Gösta Runö                                                                                    | Pentatlón moderno  | Individual M                                      |
| John Jansson                                                                                  | Saltos             | Salto de altura simple M                          |
| Ewa Olliwier                                                                                  | Saltos             | Plataforma 10 m F                                 |
| Olle Ericsson Hugo Johansson Leon Lagerlöf Walfrid Hellman Mauritz Eriksson                   | Tiro               | Rifle militar en posición de pie por eqs. 300 m M |
| Mauritz Eriksson Hugo Johansson Gustaf Jonsson Erik Blomqvist Erik Ohlsson                    | Tiro               | Rifle militar por eqs. 600 m M                    |
| Erik Lundquist Per Kinde Fredric Landelius Alfred Swahn Karl Richter Erik Sökjer-Petersén     | Tiro               | Tiro al pichón por eqs. M                         |
| Equipo                                                                                        | Waterpolo          | Torneo M                                          |